# Norbert Richtsteig
Norbert Richtsteig (* 1. April 1948 in Rheinberg, Ndrh.; † 14. Februar 2021) war ein deutscher Kirchenmusiker, Hochschullehrer und Domorganist am Aachener Dom.

## Leben und Wirken
Richtsteig stammte aus einer Organistenfamilie und wuchs in Kamp-Lintfort auf. Bereits mit acht Jahren vertrat er seinen Vater an der Orgel. Nach einem Studium der Kirchenmusik an der Kirchenmusikschule St.-Gregorius-Haus in Aachen als Schüler von Herbert Voß, welches er 1969 mit dem A-Examen mit einer Auszeichnung im Fach Orgelimprovisation abschloss, folgten weitere Studien bei Michael Schneider in Köln sowie Interpretationskurse bei André Isoir, Peter Planyavsky und Ludger Lohmann. 
Später war er an der Katholischen Hochschule für Kirchenmusik St. Gregorius in Aachen bis zu deren Schließung Dozent für Orgelimprovisation und -literaturspiel. Im Jahr 1974 übernahm er als Interimsdirigent die Leitung der Cappella Aquensis. Von 1987 bis 2013 war Richtsteig Domorganist in Aachen. Daneben gab er zahlreiche Orgelkonzerte im In- und Ausland; ferner erfolgten Rundfunkaufnahmen und CD-Produktionen mit Orgelliteratur und Improvisation. 2007 erhielt er den Ehrentitel Bischöflicher Kirchenmusikdirektor.
Richtsteig starb am 14. Februar 2021 im Alter von 72 Jahren nach langer Krankheit.